# Zlatni studio 2020.
Zlatni studio 2020. je godišnja medijska nagrada u Hrvatskoj koja se održala 6. ožujka 2020. godine, a nagrade su dodijeljene za prethodnu godinu.
Nagrada Zlatni studio dodijelila se u pet skupina: film, televizija, kazalište, glazba i radio u 19 kategorija, odnosno za jednu manje od prethodne godine, bez nagrade za najbolju TV zabavu godine.

## Dobitnici i nominirani

### Film
Najbolji filmski glumac godine
| Nominirani          | Film                         |
| ------------------- | ---------------------------- |
| Željko Königsknecht | Dopunska nastava             |
| Leon Lučev          | Teret                        |
| Krešimir Mikić      | Posljednji Srbin u Hrvatskoj |

Najbolja filmska glumica godine
| Nominirani       | Radio stanica                |
| ---------------- | ---------------------------- |
| Judita Franković | Izbrisana                    |
| Tihana Lazović   | Posljednji Srbin u Hrvatskoj |
| Alma Prica       | Dnevnik Diane Budisavljević  |

Najbolji igrani film godine
| Nominirani                   |
| ---------------------------- |
| Dnevnik Diane Budisavljević  |
| Koja je ovo država           |
| Posljednji Srbin u Hrvatskoj |

### Televizija
Najbolji/a TV voditelj/ica godine
| Nominirani         | TV emisija               | TV kanal |
| ------------------ | ------------------------ | -------- |
| Tarik Filipović    | Tko želi biti milijunaš? | HRT      |
| Ivana Paradžiković | Provjereno               | Nova TV  |
| Zoran Šprajc       | RTL Direkt               | RTL      |

Najbolji/a TV novinar/ka godine
| Nominirani    | TV kanal |
| ------------- | -------- |
| Danka Derifaj | RTL      |
| Robert Knjaz  | HRT      |
| Goran Milić   | HRT      |

Najbolja domaća serija godine
| Nominirani         | TV kanal |
| ------------------ | -------- |
| Crno-bijeli svijet | HRT      |
| Na granici         | Nova TV  |
| Svećenikova djeca  | HRT      |

Najbolji reality show godine
| Nominirani       | TV kanal |
| ---------------- | -------- |
| 3, 2, 1 - kuhaj! | RTL      |
| Supertalent      | Nova TV  |
| Život na vagi    | RTL      |

Najbolja TV emisija godine
| Nominirani               | TV kanal |
| ------------------------ | -------- |
| Ples sa zvijezdama       | Nova TV  |
| Provjereno               | Nova TV  |
| Tko želi biti milijunaš? | HRT      |

### Kazalište
Najbolja predstava godine
| Nominirane predstave                      | Redatelj                  | Kazalište              |
| ----------------------------------------- | ------------------------- | ---------------------- |
| William Shakespeare: Hamlet               | Paolo Magelli             | Dubrovačke ljetne igre |
| Edward Albee: Tko se boji Virginije Woolf | Lenka Udovički            | Teatar Ulysses         |
| Filip Nola: Tri X i ja                    | Arija Rizvić i Filip Nola | ZeKaeM                 |

Najbolji kazališni glumac godine
| Nominirani      | Kazališna predstava         | Kazalište              |
| --------------- | --------------------------- | ---------------------- |
| Ozren Grabarić  | Gospoda Glembajevi          | GDK Gavella            |
| Frano Mašković  | Hamlet                      | Dubrovačke ljetne igre |
| Rade Šerbedžija | Tko se boji Virginije Woolf | Teatar Ulysses         |

Najbolja kazališna glumica godine
| Nominirane             | Kazališna predstava | Kazalište                     |
| ---------------------- | ------------------- | ----------------------------- |
| Mila Elegović          | Preko veze          | Kazalište Kerempuh i Moruzgva |
| Nataša Janjić Medančić | Gospoda Glembajevi  | GDK Gavella                   |
| Daria Lorenci Flatz    | Tri sestre          | HNK Zagreb                    |

Najbolje novo lice u kazalištu godine
| Nominirani       | Kazališna predstava | Kazalište  |
| ---------------- | ------------------- | ---------- |
| Matino Antunović | Muževi i žene       | INK Pula   |
| Marin Klišmanić  | Tri sestre          | HNK Zagreb |
| Ana Uršula Najev | Kušnja              | HNK Split  |

### Glazba
Najbolja grupa godine
| Nominirani        |
| ----------------- |
| Opća opasnost     |
| Parni valjak      |
| Prljavo kazalište |

Najbolji pjevač godine
| Nominirani  |
| ----------- |
| Petar Grašo |
| Massimo     |
| Marko Tolja |

Najbolja pjevačica godine
| Nominirane     |
| -------------- |
| Mia Dimšić     |
| Doris Dragović |
| Franka Batelić |

Najbolji hit godine
| Nominirani                                        |
| ------------------------------------------------- |
| Doris Dragović - Brod za nabolje                  |
| Mia Dimšić i Marko Tolja - Sva blaga ovog svijeta |
| Petar Grašo - Voli me                             |

Najbolji koncert godine
| Nominirani        | Mjesto održavanja |
| ----------------- | ----------------- |
| Doris Dragović    | Arena Zagreb      |
| Prljavo kazalište | Arena Zagreb      |
| Severina          | Spaladium Arena   |

### Radio
Najbolji radio godine
| Nominirani      |
| --------------- |
| HRT - HR Rijeka |
| Narodni radio   |
| Otvoreni radio  |

Najbolji radijski glas godine
| Nominirani    | Radio stanica   |
| ------------- | --------------- |
| Joško Bonaći  | Radio Dalmacija |
| Robert Ferlin | HRT - HR Rijeka |
| Hrvoje Kečkeš | Narodni radio   |

## Vanjske poveznice
- Službene web stranice nagrade Zlatni studio  Arhivirana inačica izvorne stranice od 3. veljače 2020. (Wayback Machine)